# Daniella Nero
Daniella Sylvia Nero, född 18 mars 1989, är en svensk simhoppare. Hon har tävlat för Jönköpings simsällskap i Jönköping.

## Meriter
- SM
  - Simhopp, 1 meter
    - 2013 - 1:a
    - 2015 i Jönköping - 1:a
    - 2016 i Stockholm - 1:a
    - 2017 i Borås - 1:a

  - Simhopp, 3 meter
    - 2015 i Jönköping  - 2:a
    - 2016 i Stockholm - 1:a
    - 2017 i Borås - 1:a

  - Simhopp, Damers Synchro
    - 2018 i Karlskoga - 1:a, med Emma Gullstrand